# Characters (John Abercrombie)
Characters is het eerste echte soloalbum van John Abercrombie. Na eerst samengewerkt te hebben met Jan Hammer, Jack DeJohnette en Ralph Towner koos Abercrombie er voor dit album in zijn eentje op te nemen. Hij toog daarvoor naar Oslo, de Talent Studio van Jan Erik Kongshaug, en nam acht stukken op. Abercrombie bespeelde op dit album voor het eerst elektrische mandolinegitaar (door Fender een elektrische mandoline genoemd), in wezen een sopraangitaar, die een octaaf hoger gestemd is dan een "normale" gitaar. Abercrombie zag Jerry Goodman van het Mahavishnu Orchestra er een bespelen en vond de klank "cool" en kocht er zelf één, waar hij de komende opnamen en concerten op speelde.
De lay-out van platenhoes is van Barbara Wojirsch.

## Musici
- John Abercrombie – akoestische en elektrische gitaar, elektrische mandolinegitaar

## Muziek
| Nr. | Titel           | Duur  |
| --- | --------------- | ----- |
| 1.  | Parable         | 10:37 |
| 2.  | Memoir          | 3:11  |
| 3.  | Telegram        | 4:32  |
| 4.  | Backward glance | 4:32  |
| 5.  | Ghost dance     | 6:56  |
| 6.  | Paramour        | 3:47  |
| 7.  | After thoughts  | 3:18  |
| 8.  | Evensong        | 7:35  |